# Hedfrölöpare
Hedfrölöpare (Harpalus rufipalpis) är en skalbaggsart som beskrevs av Sturm 1818. Hedfrölöpare ingår i släktet Harpalus, och familjen jordlöpare. Enligt den svenska rödlistan är arten nära hotad i Sverige. Arten förekommer i Götaland och Öland samt tillfälligtvis även på Gotland. Artens livsmiljö är jordbrukslandskap, stadsmiljö.